# Maside

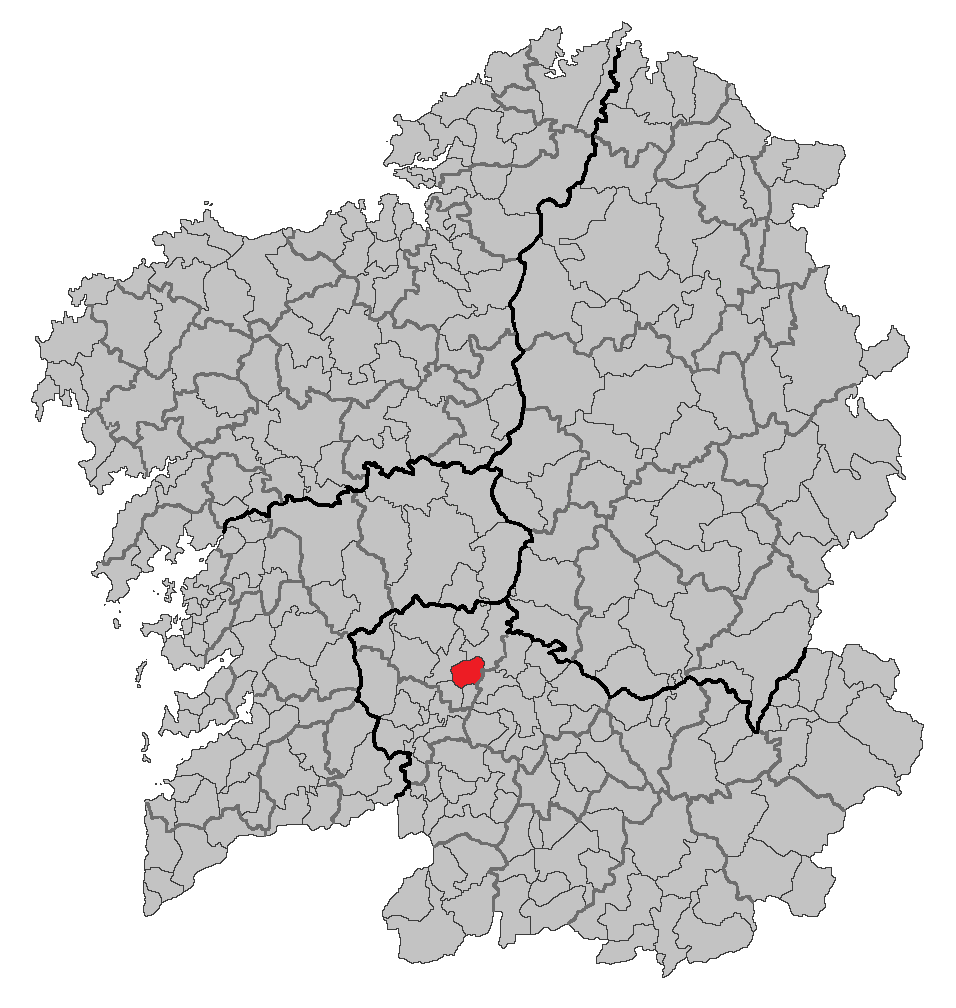
Localização de Maside

Maside é um município da Espanha na província 
de Ourense, 
comunidade autónoma da Galiza, de área 40,04 km² com 
população de 3056 habitantes (2007) e densidade populacional de 77,95 hab/km².

## Demografia
| Variação demográfica do município entre 1991 e 2004 | Variação demográfica do município entre 1991 e 2004 | Variação demográfica do município entre 1991 e 2004 | Variação demográfica do município entre 1991 e 2004 |
| --------------------------------------------------- | --------------------------------------------------- | --------------------------------------------------- | --------------------------------------------------- |
| 1991                                                | 1996                                                | 2001                                                | 2004                                                |
| 3648                                                | 3473                                                | 3253                                                | 3121                                                |